# Nuoto ai campionati europei di nuoto 2020
Le gare di nuoto ai Campionati europei di nuoto 2020 si sono svolte dal 17 al 23 maggio 2021, presso la Duna Aréna di Budapest.

## Regolamento
In totale sono in programma 43 gare di nuoto, suddivise in 34 competizioni individuali e 9 staffette. È prevista una fase eliminatoria a cui seguiranno le semifinali e la finale per l'assegnazione delle medaglie, ad eccezione dei 400m, 800m, 1500m stile libero e dei 400m misti che non prevedono lo svolgimento di alcuna semifinale. I migliori 16 classificati nelle batterie avanzano alle semifinali, le quali determinano gli 8 atleti che hanno accesso alla finale. Nei casi in cui non è previsto lo svolgimento delle semifinali saranno le eliminatorie a decretare direttamente gli 8 finalisti. Le eliminatorie si svolgono al mattino, mentre nel pomeriggio avranno luogo le semifinali e la finale.

## Podi

### Uomini
| Evento | Oro | Tempo    | Argento | Tempo    | Bronzo | Tempo    |
| Stile libero | |          | |          | |          |
| 50 m (dettagli) | Ari-Pekka Liukkonen | 21"61    | Benjamin Proud | 21"61    | Kristián Goloméev                                                                                             | 21"73    |
| 100 m (dettagli) | Kliment Kolesnikov | 47"37    | Alessandro Miressi | 47"45    | Andrej Minakov                                                                                                | 47"74    |
| 200 m (dettagli) | Martin Maljutin | 1'44"79  | Duncan Scott | 1'45"19  | Thomas Dean                                                                                                   | 1'45"34  |
| 400 m (dettagli) | Martin Maljutin | 3'44"18  | Felix Auböck | 3'44"63  | Danas Rapšys                                                                                                  | 3'45"39  |
| 800 m (dettagli) | Mychajlo Romančuk | 7'42"61  | Gregorio Paltrinieri | 7'43"62  | Gabriele Detti                                                                                                | 7'46"10  |
| 1500 m (dettagli) | Mychajlo Romančuk | 14'39"89 | Gregorio Paltrinieri | 14'42"91 | Domenico Acerenza                                                                                             | 14'54"36 |
| Dorso | |          | |          | |          |
| 50 m (dettagli) | Kliment Kolesnikov | 23"80    | Robert Glință | 24"42    | Hugo González                                                                                                 | 24"47    |
| 100 m (dettagli) | Robert Glință | 52"88    | Hugo González | 52"90    | Apostolos Christou Yohann Ndoye Brouard                                                                       | 52"97    |
| 200 m (dettagli) | Evgenij Rylov | 1'54"56  | Luke Greenbank | 1'54"62  | Roman Mityukov                                                                                                | 1'56"33  |
| Rana | |          | |          | |          |
| 50 m (dettagli) | Adam Peaty | 26"21    | Il'ja Šymanovič | 26"55    | Nicolò Martinenghi                                                                                            | 26"68    |
| 100 m (dettagli) | Adam Peaty | 57"66    | Arno Kamminga | 58"10    | James Wilby                                                                                                   | 58"58    |
| 200 m (dettagli) | Anton Čupkov | 2'06"99  | Arno Kamminga | 2'07"35  | Erik Persson                                                                                                  | 2'07"66  |
| Farfalla | |          | |          | |          |
| 50 m (dettagli) | Szebasztián Szabó | 23"00    | Andrij Hovorov | 23"01    | Andrey Zhilkin                                                                                                | 23"08    |
| 100 m (dettagli) | Kristóf Milák | 50"18    | Josif Miladinov | 50"93    | James Guy | 50"99    |
| 200 m (dettagli) | Kristóf Milák | 1'51"10  | Federico Burdisso | 1'54"28  | Tamás Kenderesi                                                                                               | 1'54"43  |
| Misti | |          | |          | |          |
| 200 m (dettagli) | Hugo González | 1'56"76  | Jérémy Desplanches | 1'56"95  | Alberto Razzetti                                                                                              | 1'57"25  |
| 400 m (dettagli) | Ilya Borodin | 4'10"02  | Alberto Razzetti | 4'11"17  | Max Litchfield                                                                                                | 4'11"56  |
| Staffette | |          | |          | |          |
| 4x100 m stile libero (dettagli) | Russia Andrej Minakov Aleksandr Shchyogolev Vladislav Grinëv Kliment Kolesnikov Andrey Zhilkin* Michail Vekoviščev* Ivan Girev* Evgenij Rylov* | 3'10"41  | Gran Bretagna Thomas Dean Matthew Richards James Guy Duncan Scott Jacob Whittle* Joe Litchfield*                                                  | 3'11"56  | Italia Alessandro Miressi Lorenzo Zazzeri Thomas Ceccon Manuel Frigo Leonardo Deplano*                        | 3'11"87  |
| 4x200 m stile libero (dettagli) | Russia Martin Maljutin Aleksandr Shchyogolev Aleksandr Krasnych Michail Vekoviščev Ivan Girev*                                                 | 7'03"48  | Gran Bretagna Thomas Dean Matthew Richards James Guy Duncan Scott Max Litchfield* Calum Jarvis*                                                   | 7'04"61  | Italia Stefano Ballo Matteo Ciampi Marco De Tullio Stefano Di Cola Manuel Frigo* Filippo Megli*               | 7'06"05  |
| 4x100 m misti (dettagli) | Gran Bretagna Luke Greenbank Adam Peaty James Guy Duncan Scott Joe Litchfield* James Wilby* Thomas Dean*                                       | 3'28"59  | Russia Kliment Kolesnikov Kirill Prigoda Michail Vekoviščev Andrej Minakov Evgenij Rylov* Anton Čupkov* Alexander Kudashev* Aleksandr Shchegolev* | 3'29"50  | Italia Thomas Ceccon Nicolò Martinenghi Federico Burdisso Alessandro Miressi Alessandro Pinzuti* Piero Codia* | 3'29"93  |
| record mondiale; record mondiale stagionale; record europeo; record europeo stagionale; record dei campionati; record nazionale; record personale; record personale stagionale. | |          | |          | |          |

### Donne
| Evento | Oro | Tempo    | Argento | Tempo          | Bronzo | Tempo          |
| Stile libero | |          | |                | |                |
| 50 m (dettagli) | Ranomi Kromowidjojo | 23"97    | Pernille Blume Katarzyna Wasick                                                                              | 24"17          | Non attribuita | Non attribuita |
| 100 m (dettagli) | Femke Heemskerk | 53"05    | Marie Wattel                                                                                                 | 53"32          | Anna Hopkin | 53"43          |
| 200 m (dettagli) | Barbora Seemanová | 1'56"25  | Federica Pellegrini                                                                                          | 1'56"27        | Freya Anderson | 1'56"42        |
| 400 m (dettagli) | Simona Quadarella | 4'04"66  | Anna Egorova                                                                                                 | 4'06"05        | Boglárka Kapás | 4'06"90        |
| 800 m (dettagli) | Simona Quadarella | 8'20"23  | Anastasiya Kirpichnikova                                                                                     | 8'21"86        | Anna Egorova | 8'28"56        |
| 1500 m (dettagli) | Simona Quadarella | 15'53"59 | Anastasiya Kirpichnikova                                                                                     | 16'01"06       | Martina Rita Caramignoli | 16'05"81       |
| Dorso | |          | |                | |                |
| 50 m (dettagli) | Kira Toussaint | 27"36    | Kathleen Dawson                                                                                              | 27"46          | Maaike de Waard | 27"74          |
| 100 m (dettagli) | Kathleen Dawson | 58"49    | Margherita Panziera                                                                                          | 59"01          | Marija Kameneva | 59"22          |
| 200 m (dettagli) | Margherita Panziera | 2'06"08  | Cassie Wild                                                                                                  | 2'07"74        | Katalin Burián | 2'07"87        |
| Rana | |          | |                | |                |
| 50 m (dettagli) | Benedetta Pilato | 29"35    | Ida Hulkko                                                                                                   | 30"19          | Julija Efimova | 30"22          |
| 100 m (dettagli) | Sophie Hansson | 1'05"69  | Arianna Castiglioni                                                                                          | 1'06"13        | Martina Carraro | 1'06"21        |
| 200 m (dettagli) | Molly Renshaw | 2'21"34  | Lisa Mamié                                                                                                   | 2'22"05        | Julija Efimova | 2'22"16        |
| Farfalla | |          | |                | |                |
| 50 m (dettagli) | Ranomi Kromowidjojo | 25"30    | Mélanie Henique                                                                                              | 25"46          | Emilie Beckmann | 25"59          |
| 100 m (dettagli) | Anna Ntountounaki Marie Wattel                                                                                                  | 57"37    | Non attribuita                                                                                               | Non attribuita | Louise Hansson | 57"56          |
| 200 m (dettagli) | Boglárka Kapás | 2'06"50  | Katinka Hosszú                                                                                               | 2'08"14        | Svetlana Čimrova | 2'08"55        |
| Misti | |          | |                | |                |
| 200 m (dettagli) | Anastasia Gorbenko | 2'09"99  | Abbie Wood                                                                                                   | 2'10"03        | Katinka Hosszú | 2'10"12        |
| 400 m (dettagli) | Katinka Hosszú | 4'34"76  | Viktória Mihályvári-Farkas Aimee Willmott                                                                    | 4'36"81        | Non attribuita | Non attribuita |
| Staffette | |          | |                | |                |
| 4x100 m stile libero (dettagli) | Gran Bretagna Lucy Hope Anna Hopkin Abbie Wood Freya Anderson Evelyn Davis* Emma Russell*                                       | 3'34"17  | Paesi Bassi Ranomi Kromowidjojo Kira Toussaint Marrit Steenbergen Femke Heemskerk Kim Busch* Robin Neumann*  | 3'34"29        | Francia Marie Wattel Charlotte Bonnet Anouchka Martin Assia Touati Lison Nowaczyk*                                                  | 3'35"92        |
| 4x200 m stile libero (dettagli) | Gran Bretagna Lucy Hope Tamryn van Selm Holly Hibbott Freya Anderson Emma Russell*                                              | 7'53"15  | Ungheria Zsuzsanna Jakabos Fanni Fábián Laura Veres Boglárka Kapás Evelyn Verrasztó*                         | 7'56"26        | Italia Stefania Pirozzi Sara Gailli Simona Quadarella Federica Pellegrini Lisa Angiolini*                                           | 7'56"72        |
| 4x100 m misti (dettagli) | Gran Bretagna Kathleen Dawson Molly Renshaw Laura Stephens Anna Hopkin Cassie Wild* Sarah Vasey* Harriet Jones* Freya Anderson* | 3'54"01  | Russia Marija Kameneva Julija Efimova Svetlana Čimrova Arina Surkova Anastasija Fesikova* Evgenija Čikunova* | 3'56"25        | Italia Margherita Panziera Arianna Castiglioni Elena Di Liddo Federica Pellegrini Silvia Scalia* Martina Carraro* Silvia Di Pietro* | 3'56"30        |
| record mondiale; record mondiale stagionale; record europeo; record europeo stagionale; record dei campionati; record nazionale; record personale; record personale stagionale. | |          | |                | |                |

### Mista
| Evento | Oro | Tempo   | Argento | Tempo   | Bronzo | Tempo   |
| Staffette | |         | |         | |         |
| 4x100 m stile libero (dettagli) | Gran Bretagna Duncan Scott Thomas Dean Anna Hopkin Freya Anderson Matthew Richards* Jacob Whittle* Evelyn Davis* Lucy Hope* | 3'22"07 | Paesi Bassi Stan Pijnenburg Jesse Puts Ranomi Kromowidjojo Femke Heemskerk Luc Kroon* Marrit Steenbergen* Kim Busch*       | 3'22"26 | Italia Alessandro Miressi Thomas Ceccon Federica Pellegrini Silvia Di Pietro Manuel Frigo* Chiara Tarantino*                                    | 3'22"64 |
| 4x200 m stile libero (dettagli) | Gran Bretagna Thomas Dean James Guy Abbie Wood Freya Anderson Calum Jarvis* Joe Litchfield* Lucy Hope*                      | 7'26"67 | Italia Stefano Ballo Stefano Di Cola Federica Pellegrini Margherita Panziera Stefania Pirozzi* Filippo Megli* Sara Gailli* | 7'29"35 | Russia Aleksandr Shchegolev Aleksandr Krasnych Anna Egorova Anastasiya Kirpichnikova Ivan Girev* Evgenij Rylov* Marija Kameneva* Arina Surkova* | 7'31"54 |
| 4x100 m misti (dettagli) | Gran Bretagna Kathleen Dawson Adam Peaty James Guy Anna Hopkin Joe Litchfield* Harriet Jones*                               | 3'38"82 | Paesi Bassi Kira Toussaint Arno Kamminga Nyls Korstanje Femke Heemskerk Ranomi Kromowidjojo*                               | 3'41"28 | Italia Margherita Panziera Nicolò Martinenghi Elena Di Liddo Alessandro Miressi Simone Sabbioni* Silvia Di Pietro*                              | 3'42"30 |
| record mondiale; record mondiale stagionale; record europeo; record europeo stagionale; record dei campionati; record nazionale; record personale; record personale stagionale. | |         | |         | |         |

## Medagliere
| Posiz. | Nazione       | Oro | Argento | Bronzo | Totale |
| ------ | ------------- | --- | ------- | ------ | ------ |
| 1      | Gran Bretagna | 11  | 9       | 6      | 26     |
| 2      | Russia        | 9   | 5       | 8      | 22     |
| 3      | Italia        | 5   | 9       | 13     | 27     |
| 4      | Ungheria      | 5   | 3       | 4      | 12     |
| 5      | Paesi Bassi   | 4   | 5       | 1      | 10     |
| 6      | Ucraina       | 2   | 1       | 0      | 3      |
| 7      | Francia       | 1   | 2       | 2      | 5      |
| 8      | Spagna        | 1   | 1       | 1      | 3      |
| 9      | Finlandia     | 1   | 1       | 0      | 2      |
| 9      | Romania       | 1   | 1       | 0      | 2      |
| 11     | Grecia        | 1   | 0       | 2      | 3      |
| 11     | Svezia        | 1   | 0       | 2      | 3      |
| 13     | Rep. Ceca     | 1   | 0       | 0      | 1      |
| 13     | Israele       | 1   | 0       | 0      | 1      |
| 15     | Svizzera      | 0   | 2       | 1      | 3      |
| 16     | Danimarca     | 0   | 1       | 1      | 2      |
| 17     | Austria       | 0   | 1       | 0      | 1      |
| 17     | Bielorussia   | 0   | 1       | 0      | 1      |
| 17     | Bulgaria      | 0   | 1       | 0      | 1      |
| 17     | Polonia       | 0   | 1       | 0      | 1      |
| 16     | Lituania      | 0   | 0       | 1      | 1      |
| Totale | Totale        | 44  | 44      | 42     | 130    |